# Antrocephalus maculipennis
Antrocephalus maculipennis är en stekelart som beskrevs av Cameron 1905. Antrocephalus maculipennis ingår i släktet Antrocephalus och familjen bredlårsteklar. Inga underarter finns listade i Catalogue of Life.